# Бошко Обрадовић (песник)
Бошко Обрадовић (Сињ, 7. април 1938 — Пула, 22. јул 1997) био је југословенски песник. Школовао се у Сињу, Сарајеву, Београду и Љубљани. У Пулу је дошао 1958. године и исказао се као културни и спортски радник, редитељ и организатор. Радио је за позориште, филм, радио; бавио се новинарством. Писао је љубавну, али и комуникативну, ироничну и друштвено ангажовану поезију. За живота је објавио песничку збирку „Постајем сам себи друг” (1983. године), а са илустратором Мирославом Шупутом сликовницу за децу „Кад се море у срце сакрије, кад бродови у срце уплове” (1984. године). Постхумно су штампани његови стихови „Године њежности” (1998. године). Најпознатији је као текстописац рок, забавне, хорске и клапске музике на многобројним албумима. Оснивач је пулске рок групе Атомско склониште и истарског сајма „Сањам књиге”.